# Ока (приток Ангары)
Ока́ (Ока Саянская, бур. Аха гол, сойотск. Ок хем) — река в Бурятии и Иркутской области России. Впадает в Братское водохранилище, ранее левый приток Ангары. Длина реки — 630 км, площадь водосборного бассейна — 34 000 км².

## Этимология
До прихода бурят река носила сойотское название «Ок хем» — «Стрела-река», то есть «река, быстрая как стрела». Позднее осёдлое бурятское население дало реке название «Аха гол» — «Главная» или «Старшая река», иногда — просто «Аха»; указание на то, что это самая большая здесь река, в которую впадают другие малые реки. Пришлые русские казаки, которые несли в долине реки пограничную службу, в разговорной речи русифицировали бурятское «Аха» в более привычное и проще произносимое русское «Ока». Со второй половины XX века название Ока закрепляется как топоним на советских географических картах и в русском, а затем и других языках.
Среди путешественников реку нередко называют Ока Саянская, чтобы отличать от Оки, притока Волги, — реки в Европейской части Российской Федерации.

## География
Берёт начало из озера Окинского в 20 км к северу от массива Мунку-Сардык в Восточном Саяне. Высота истока — 1935 м над уровнем моря. Течёт сначала в межгорной котловине, затем в узкой долине пересекает саянские хребты — в ущелье Орхо-Бом, образуя пороги третьей и четвёртой категории сложности. Нижнее течение — на Иркутско-Черемховской равнине. Впадает в Братское водохранилище, подпор от которого распространяется более чем на 300 км. Высота устья — 401,7 м над уровнем моря.
Питание преимущественно дождевое. Среднегодовой расход воды — 274 м³/с. Замерзает в конце октября — начале ноября, вскрывается в конце апреля — начале мая. Половодье летом с высокими дождевыми паводками.
Сплав по Оке и её притокам — популярный маршрут у российских и зарубежных туристов-водников, считается 4 категорией сложности. Судоходна в низовьях.

## Притоки
Основные притоки: Тагна, Урда-Ока — справа; Тисса, Сенца, Жомболок, Хойто-Ока, Зима — слева.

## Населённые пункты
От истока к устью: Боксон, Сорок, Хурга, Орлик, Хара-Хужир, Саяны, Хужир, Алаг-Шулун, Правый Сарам, Бахвалово, Верхнеокинский, Окинские Сачки, Масляногорск, Новолетники, Покровка, Зима, Блок-Пост Ока 2-я, Ухтуй, Норы, Мордино, Подгорная, Саянск, Перевоз, Баргадай, Уян, Красный Яр, Усть-Када, Новая Када, Барлук, Окинский, Заваль, Панагино, Наратай, Октябрьск, Тынкобь.